# TREND – všeobecný investiční fond
TREND - všeobecný investiční fond, a. s. je akciová společnost založená 9. ledna 1992 za účelem soustřeďování investičních bodů a jejich investování v 1. i ve 2. vlně kupónové privatizace.. V lednu 2000 byl na majetek společnosti vyhlášen konkurs.. V říjnu 2012 byli manažeři fondu TREND nepravomocně odsouzeni k trestům odnětí svobody včetně nařízení o náhradě škody ve výši 800 mil. Kč, ale v roce 2013 bylo trestní řízení zastaveno na základě amnestie Václava Klause.

## Historie
Fond založený hudebníky Michaelem Kocábem a Martinem Kratochvílem získal téměř 100 000 akcionářů. Následné zcizení majetku akcionářů je označováno za jeden z největších případů tzv. tunelování v ČR.
V srpnu 1995 byla správcovská společnost fondu (IS Trend, od 26. 11. 2004 v likvidaci) prodána společnosti Královéhradecká brokerská (KHB) za částku 198 365 000 Kč, která dle pozdější obžaloby nebyla hrazena z prostředků KHB, ale z majetku v té době již zcizovaného akcionářům fondu TREND v režii později obžalovaného a vazebně stíhaného Ing. Miroslava Hálka.. Z fondu byl během let 1995–1996 dle podané obžaloby ukraden majetek akcionářů v hodnotě 1,4 mld. Kč ve prospěch firem ovládaných hlavním obžalovaným Miroslavem Hálkem a jeho dalšími obžalovanými společníky. V roce 1997 byla na fond vyhlášena nucená správa a nucený správce Ing. Emil Bušek podal na M. Hálka a dalších 10 osob trestní oznámení..
40% podíl ve fondu TREND mezitím prostřednictvím nabídky firmy Praginvest koupil zahraniční fond Czech Value Fund (CVF), vlastněný fondem BGO amerického investora Andrewa Weisse, který měl zájem získat lukrativní akcie z portfolia fondu, zejména akcie KOTVA. Ty ovšem mezitím dle obžaloby vyvedl obžalovaný M. Hálek po několika přesunech na účet kyperské firmy Forminster Enterprises Limited (FEL). Státní zástupce v průběhu trestního řízení jako výnosy z trestné činnosti zablokoval  na bankovních účtech finanční prostředky v hodnotě cca 120 mil. Kč a na účtu ve Středisku cenných papírů cca 385 tisíc akcií KOTVA. 
V roce 1998 na valné hromadě fondu ujišťoval dosazený zástupce největšího akcionáře, CVF (BGO) a člen představenstva John Moffitt, akcionáře, že většina zcizeného majetku akcionářů IF TREND je dohledána a zajištěna na účtech FEL a že je otázkou nejvýše jednoho roku, než se zcizený majetek vrátí akcionářům. Ovšem v prosinci 1999 se vedení fondu TREND již výlučně ve svůj osobní prospěch a na úkor a bez vědomí akcionářů fondu dohodlo s vedením FEL o stažení všech žalob a uzavřelo s FEL privátní dohodu o mimosoudním narovnání. Po vyhlášení nucené správy bylo nové vedení fondu (v čele s Johnem Moffittem jako krizovým manažerem pro urychlené navrácení majetku akcionářům fondu) opakovanými pokusy protistrany o uplatňování fiktivních pohledávek vůči fondu nakonec přinuceno koncem roku 1999 ke stažení všech stávajících žalob o navrácení majetku, zajištěného orgány činnými v trestním řízení, k podpisu dohody o mimosoudním narovnání s žalovanou protistranou a odsouhlasení podmínek, jejichž důsledkem bylo odklonění nejen všech původně žalovaných nároků fondu, ale také veškerého již policií zajištěného a vráceného majetku mimo dosah akcionářů IF TREND .
Ze zajištěných aktiv před prohlášením konkurzu v hodnotě nejméně 470 mil. Kč (policií zajištěná hotovost v hodnotě cca 120 mil. Kč a zajištěná pohledávka vůči FEL v hodnotě nejméně 350 mil. Kč) nezůstalo díky důsledkům privátní dohody představenstva fondu s protistranou (uzavřené proti vůli akcionářů a bez odsouhlasení na valné hromadě) akcionářům vůbec nic, neboť zajištěná pohledávka fondu byla namísto jejího inkasa ve prospěch akcionářů fondu postoupena protistraně za zlomek ceny a téměř všechna zbývající hotovost fondu ve výši 120 mil. Kč byla použita (kromě uspokojení účetně evidovaných legitimních pohledávek věřitelů ve výši 5 mil. Kč) pro uspokojení nároků vedením fondu odsouhlaseného největšího „věřitele“ fondu TREND s postoupenou pohledávkou ve výši cca 150 mil. Kč, která nebyla vedena dle dostupných účetních závěrek na serveru www.justice.cz v účetnictví dlužníka a pro jejíž dodatečnou legitimizaci postačilo pouze její uznání dlužníkem. Dle insolvenčního zákona by taková pohledávka, která není prokazatelně vedena v účetnictví, byla považována za fiktivní a nemohla by být uznána za legitimní.) 
Jako pohledávka vůči fondu se např. objevila údajná půjčka fondu TREND od Deutsche Bank, kterou si ovšem manažeři fondu vypůjčili privátně až po vyhlášení nucené správy na placení právních služeb, které měly být vynaloženy výlučně k navrácení majetku akcionářům fondu TREND, což se nestalo. Noví manažeři fondu si po vyhlášení nucené správy sami sobě naúčtovali z jimi ze zákona spravovaného majetku akcionářů fondu privátní odměnu ve výši 15 % z hodnoty údajně navráceného majetku, kterou měli ovšem obdržet až v případě, že dosáhnou jeho reálného navrácení akcionářům fondu, k němuž ovšem nikdy nedošlo. Takto vygenerované absurdní pohledávky tzv. věřitelů fondu byly následně uplatňovány ve vyvolaném konkurzu na úkor zajištěného majetku akcionářů fondu TREND a byly vedením fondu uznávány jako dluh fondu, aniž by došlo k jakémukoliv návratu majetku akcionářům.
V roce 2000 fond TREND zažaloval Českou republiku o náhradu škody ve výši cca 270 mil. Kč + příslušenství (ušlé úroky od roku 2000 do nabytí právní moci ve výši 10 % p. a. činily k 31. 7. 2015 již cca 500 mil. Kč) za chybný úřední postup při pochybení soudu při blokaci majetku na účtech firmy IFM, v jejíž prospěch byla dle obžaloby neoprávněně vyvedena aktiva fondu TREND.
V květnu 2013 byla podána civilní žaloba o náhradu škody proti všem amnestovaným obžalovaným, kde žalovaná částka včetně úroků činila k 31. 7. 2015 téměř 1,9 mld. Kč. Oba žalované nároky akcionářů fondu TREND se staly předmětem opakovaných pokusů o vydražení, protože na úkor drobných akcionářů IF TREND začala uplatňovat od roku 2011 postoupené pohledávky vůči IF TREND ve výši 55 mil. Kč (po urovnání předchozích sporů mezi CVF a FEL, ČIS - viz odkaz na vynucenou spolupráci od roku 2011) firma CVF Investment Limited s vazbou na 40% akcionáře fondu TREND (CVF - Czech Value Fund). K odškodnění akcionářů (včetně CVF) může legitimně dojít až z inkasa exekučních titulů vůči amnestovaným formou výplaty likvidačního zůstatku event. adekvátním plněním z mimosoudní dohody insolvenčního správce nebo likvidátora s žalovanou stranou.

## Trestní řízení
Trestní řízení se skupinou obviněných a obžalovaných "manažerů" v čele s Miroslavem Hálkem nebylo ani po deseti letech od podání obžaloby pravomocně uzavřeno. V srpnu 2008 odsoudil královéhradecký krajský soud Miroslava Hálka k sedmi letům vězení, po třech letech vězení dostali i další bývalí vrcholní manažeři. Součástí nepravomocného rozsudku byla také povinnost nahradit škodu a zákaz podnikat v managementu firem. Po několika odvoláních nebyl pravomocný rozsudek vynesen ani na konci roku 2010 a hlavní líčení bylo odloženo na neurčito. V říjnu 2012 vynesl hradecký soud rozsudek, podle kterého byli Miroslav Hálek a Libor Páv nepravomocně odsouzeni na dva roky vězení a Jan Cholasta a Luděk Špriňar na tři roky a měli uhradit škodu 800 mil.Kč. Někteří odsouzení se znovu odvolali, a případ tak v roce 2013 ukončila amnestie Václava Klause, která řízení zastavila. V roce 2014 Miroslav Hálek požádal o odškodné 48 milionů korun za nemajetkovou újmu, ušlý zisk a náklady na obhajobu. Další tři obžalovaní byli s konečnou platností osvobození v květnu 2014, mimo jiné také nepřímo kvůli amnestii.

## Zajištění zcizeného majetku
Žalobce VSZ v Praze zajistil v rámci trestního řízení (sp. zn. 6T 5/2005) jako výnosy z tr. činnosti 120 mil Kč a 56 % akcií KOTVA na účtech kyperské společnosti Forminster Enterprises Limited (FEL), kam je měl dle obžaloby jako výnos z trestního činnosti obžalovaný Miroslav Hálek nezákonně převést.

## Důsledky amnestie Václava Klause
Následky aboliční části amnestie Václava Klause zmařily dokončení tr. řízení v posledním soudním stadiu před pravomocným potvrzením rozsudku, který obsahoval kromě trestů odnětí svobody také nařízení o náhradě žalované škody akcionářům fondu TREND. V květnu 2013 proto s odkazem na doporučení žalobce VSZ v Praze podává konkurzní správce fondu Trend Ing. Vítězslav Hálek jako zástupce poškozených akcionářů fondu Trend v tr. řízení civilní žalobu o náhradu škody ve výši 1,045 mld. Kč s příslušenstvím (ušlé úroky od roku 2005 do nabytí právní moci soudního rozhodnutí, které k 31.7.2015 činí již 800 mil Kč) vůči všem 9 amnestovaným obžalovaným, jejichž dle žaloby neprávem nabyté majetky jednotlivě v řádu desítek až stovek milionů Kč soud v civilním řízení může postihnout exekucí ve prospěch náhrady škody akcionářům fondu TREND.

## Odškodnění akcionářů
Akcionáři fondu Trend dosáhnou odškodnění až formou výplaty likvidačního zůstatku. V průběhu trestního i konkurzního řízení v minulosti vzbuzoval obavy akcionářů fondu TREND předchozí průběh dražeb soudně zajištěných pohledávek i žalovaných nároků akcionářů fondu TREND,, jejichž přínos pro akcionáře byl nulový, protože sloužily k uspokojení údajných věřitelů fondu TREND (kterým bylo ze zajištěného majetku akcionářů fondu TREND vyplaceno téměř 120 mil Kč z celkových 165 mil Kč soudem uznaných pohledávek fondu Trend, přestože v účetní závěrce nuceného správce Ing. Emila Buška z roku 1998 byly závazky fondu pouze ve výši 5 mil Kč a vedení fondu po vyhlášení nucené správy již žádnou činnost s majetkem akcionářů fondu nesmělo vykonávat, tzn. ani investovat ani vytvářet jakékoliv závazky fondu na úkor jeho akcionářů). V 15 let trvajícím konkurzním řízení, které bylo v dubnu 2015 ukončeno, figurovala od roku 2011 jako poslední a jediný věřitel fondu firma CVF investment, která ovšem zastupuje zájmy většinového akcionáře fondu Trend, firmy Czech Value Fund-CVF ve věci kompenzace dříve neuspokojených nároků CVF v pozici akcionáře fondu Trend a Kotvy. 

## Žalované nároky
Dr. Ing. Vítězslav Hálek, MBA, Ph.D., který je mediálně známým konkurzním správcem a likvidátorem,
 již v roce 2003 na svých webových stránkách k případu TREND (www.vif-trend.cz, které fungovaly do konce roku 2006) veřejně deklaroval že učiní vše pro zajištění maximální možné náhrady škody desítkám tisíců okradených minoritních akcionářů fondu Trend VIF, tak aby nebyli ani v důsledku konkurzního řízení nijak poškozováni a proto navzdory aboličním důsledkům amnestie Václava Klause nadále zastupuje zájmy akcionářů fondu TREND v již podaných žalobách o náhradu škody vůči amnestovaným obžalovaným a vůči ČR a vymáhání dalších pohledávek fondu TREND. V únoru 2015 předložil SKP konečnou zprávu a mnohamilionová odměna insolvenčního správce je v paradoxním kontrastu s tím, že má být hrazena výlučně na vrub již jednou okradených akcionářů fondu TREND a nikoliv na vrub manažerů fondu, kteří fond do insolvence cíleně přivedli. Konkurzní správce veřejně deklaroval, že má zájem na odškodnění akcionářů a bude proto požadovat soudní exekuci rozsáhlých majetků žalovaných manažerů fondu včetně majetku, převedeného na příbuzné a jimi ovládané firmy.
Aktiva fondu TREND ve výši cca 2,9 mld. Kč brutto, použitelná pro výplatu likvidačního zůstatku tvoří tedy žalované nároky IF TREND vůči amnestovaným manažerům fondu (ve výši způsobené škody jako jistiny 1,045 mld. Kč + žalované ušlé úroky aktuálně cca 800 mil. Kč), žalované nároky vůči ČR (ve výši 270 mil. Kč + úroky ve výši 400 mil. Kč), nárok na akcie ČIS, a.s. v držení FEL, FIREX, IFM (tržní cena dle účetní závěrky v OR ve výši min. 400 mil. Kč). Likvidační zůstatek tak může dosáhnout až 1.000, - Kč na akcii. 
Zakladatelé fondu Michael Kocáb a Martin Kratochvíl deklarovali přesvědčení, že akcionáři "jejich" fondu budou po uplynulých 20 letech čekání konečně odškodněni. Vyjádření zakladatelů fondu TREND by mělo smysl, pokud by došlo také k navrácení částky 198 365 000 Kč, za kterou byla v roce 1995 správcovská společnost fondu (IS Trend, dnes v likvidaci) postoupena na úkor majetku akcionářů fondu Trend společnosti Královéhradecká brokerská (KHB).